# Santa Bárbara (departamento da Argentina)
Santa Bárbara é um departamento da província argentina de Jujuy.